# علي سعيد (لاعب كرة قدم بحريني)
علي سعيد عبد الله (24 سبتمبر 1979) لاعب كرة قدم بحريني يلعب حاليا لصالح نادي الدرجة الأولى النجمة البحريني في مركز حارس المرمى من 2016.

## إحتجاجات 2011
ادعى ائتلاف شباب ثورة 14 فبراير أنه في بداية احتجاجات 2011 انطلقت مسيرة تدعو إلى اسقاط النظام الملكي في البحرين من مجمع الدانة إلى منصة دوار اللؤلؤة شارك فيها العديد من الرياضيين البحرينيين وقد قام علاء حبيل بإلقاء بيان مما أدى إلى قيام قوات الأمن البحرينية باعتقاله والحكم عليه بالسجن لمدة عامين.
ولكن في فبراير 2016 أثناء انعقاد انتخابات رئيس الاتحاد الدولي لكرة القدم ادعت منظمات حقوق إنسان بحرينية وغربية بأن سلمان بن إبراهيم آل خليفة المترشح لمنصب الرئيس كان له دور كبير في تعذيب الرياضيين البحرينيين أثناء الاحتجاجات. ولكن قرر علي بمعية محمود جلال وعلاء حبيل تكذيب هذه الأقاويل والسفر مع سلمان إلى سويسرا وتوضيح الحقيقة للجميع بأنه لم يتم اعتقالهم أو تعذيبهم أو أي رياضي آخر في عام 2011 أو الأعوام التالية وأن سلمان صاحب سجل نظيف في مجال حقوق الإنسان.

## الإنجازات

### الأهلي
- كأس ملك البحرين (2): 2001، 2003
- كأس الاتحاد البحريني (1): 2007

### الرفاع
- كأس ملك البحرين (1): 2010

## روابط خارجية
- علي سعيد على موقع قاعدة بيانات كرة القدم.إي يو (الإنجليزية)
- علي سعيد على موقع ناشيونال فوتبول تيمز (الإنجليزية)
- علي سعيد على موقع Soccerway.com (الإنجليزية)